# Province de Mikkeli
La province de Mikkeli ou province de Saint-Michel, en finnois Mikkelin lääni et en suédois S:t Michels län, est une ancienne province de Finlande de 1831 à 1997. Elle porte le nom de la ville de Mikkeli.
Une partie de cette province a été transférée à la province de Finlande-Centrale en 1960. En 1997, elle a été fusionnée avec la province de Kuopio et la province de Carélie du Nord dans la province de Finlande orientale.